# Colinus
Colinus – rodzaj ptaków z podrodziny przepiórów (Odontophorinae) w obrębie rodziny przepiórowatych (Odontophoridae).

## Rozmieszczenie geograficzne
Rodzaj obejmuje gatunki występujące w Ameryce Północnej i Środkowej.

## Morfologia
Długość ciała 18–25 cm; masa ciała 104–266 g (samce są nieco większe i cięższe od samic).

## Systematyka
Rodzaj zdefiniował w 1820 roku niemiecki paleontolog, zoolog i botanik Georg August Goldfuss w podręczniku zoologii własnego autorstwa. Gatunkiem typowym jest (oznaczenie monotypowe) przepiór wirginijski (C. virginianus).

### Etymologia
- Ortyx: łac. ortyx, ortygis ‘przepiórka’, od ορτυξ ortux, ορτυγος ortugos ‘przepiórka’[12]. Gatunek typowy (późniejsze oznaczenie)[13]: Tetrao virginianus Linnaeus, 1758.
- Colinus (Colinia, Colina): nazwa Zōlin oznaczająca w języku nahuatl ‘przepiórkę’. Francisco Hernández w publikacji wydanej pośmiertnie w 1651 roku wymienia nazwę Colinicuiltic, która to została przejęta przez de Buffona jako „Colin” i wcześniej używana w Ameryce Północnej na określenie przepiórów (por. Ocōzōlin i Tepēzōlin „kuropatwa”, i Āzōlin ‘bekas’)[14].
- Ortygia: gr. ορτυγιον ortugion ‘przepióreczka’, od zdrobnienia ορτυξ ortux, ορτυγος ortugos ‘przepiórka’[15]. Gatunek typowy (oznaczenie monotypowe): Tetrao virginianus Linnaeus, 1758.
- Gnathodon: gr. γναθος gnathos ‘szczęka’; οδων odōn, οδοντος odontos ‘ząb’[16]. Gatunek typowy (oryginalne oznaczenie): Tetrao virginianus Linnaeus, 1758.
- Eupsychortyx (Eupsychortix): gr. ευψυχος eupsukhos ‘mocny, odważny’, od ευ eu ‘idealny’; ψυχη psukhē ‘odwaga’; ορτυξ ortux, ορτυγος ortugos ‘przepiórka’[17]. Gatunek typowy (późniejsze oznaczenie)[13]: Eupsychortyx leucotis Gould, 1844[b].

### Podział systematyczny
Do rodzaju należą cztery gatunki:
- Colinus virginianus (Linnaeus, 1758) – przepiór wirginijski
- Colinus nigrogularis (Gould, 1843) – przepiór białobrewy
- Colinus leucopogon (Lesson, 1842) – przepiór plamisty
- Colinus cristatus (Linnaeus, 1766) – przepiór zmienny